# Penicillium fennelliae
Penicillium fennelliae är en svampart som beskrevs av Stolk 1969. Penicillium fennelliae ingår i släktet Penicillium och familjen Trichocomaceae.   Inga underarter finns listade i Catalogue of Life.